# Горштачка елегија (филм)
Горштачка елегија (енгл. Hillbilly Elegy) амерички је филм из 2020. Режију потписује Рон Хауард, по сценарију Ванесе Тејлор. Темељи се на истоименим мемоарима које је написао Џеј-Ди Венс. Главне улоге тумаче Ејми Адамс и Глен Клоус.
Добио је помешане рецензије критичара. Клоус је била номинована за најбољу споредну глумицу на додели Оскара, Златних глобуса и награда Удружења филмских глумаца, док је Адамс била номинована за награду Удружења филмских глумаца у категорији најбоље глумице у главној улози.

## Радња
Студент права на Универзитету Јејл враћа се у свој родни град у Охају због хитног случаја, где ће морати да размисли о три генерације породичне историје и сопственој будућности.

## Улоге
| Глумац         | Улога       |
| -------------- | ----------- |
| Гејбријел Басо | Џеј-Ди Венс |
| Ејми Адамс     | Бев Венс    |
| Глен Клоус     | Мама Венс   |
| Хејли Бенет    | Линдси Венс |
| Фрида Пинто    | Уша         |
| Бо Хопкинс     | Папа Венс   |